# Turris Rotunda
Turris Rotunda (łac. Diocesis Turrensis Rotundus) – stolica historycznej diecezji we Cesarstwie rzymskim w prowincji Numidia zlikwidowana w VII w. podczas ekspansji islamskiej, współcześnie w północnej Algierii. Obecnie katolickie biskupstwo tytularne.

## Biskupi tytularni
| Lp. | Biskup                      | Funkcja                              | Od                   | Do              |
| --- | --------------------------- | ------------------------------------ | -------------------- | --------------- |
| 1   | Piotr Bednarczyk            | biskup pomocniczy tarnowski          | 21 lutego 1968       | 7 sierpnia 2001 |
| 2   | Luis Alfonso Márquez Molina | biskup pomocniczy Méridy (Wenezuela) | 21 października 2001 |                 |